# Architekturvermittlung
Die Architekturvermittlung versteht Architektur als öffentlichen Ausdruck menschlicher Kultur und eine ihrer dauerhaftesten und komplexesten Erscheinungsformen, die das Leben aller Menschen tagtäglich beeinflusst. 
Die künstlerischen, technischen und wirtschaftlichen Grundlagen, Auswirkungen und Erscheinungsformen von Architektur und Stadt erklären sich nach Überzeugung der Architekturvermittlung aber nicht von selbst. Sie müssen analysiert, aufbereitet und vermittelt werden, damit die Zusammenarbeit der beteiligten Architekten und Planer mit der Öffentlichkeit gelingen kann.
Architekturvermittlung findet deshalb überall dort statt, wo Schnittstellen zwischen Fachleuten (Architekten, Baufachplanern), den Nutzern von Architektur (Eigentümer von Gebäuden, Bewohner/Mieter, Schüler und Studenten, Mitarbeiter in Firmengebäuden, Kunden und Besucher, Investoren usw.) und der Öffentlichkeit (Nachbarn, Bürger der Gemeinde, Interessenverbände) bestehen. Sie kann viele Formen annehmen: Moderation und Mediation von Planungsprozessen, Arbeit in Lehr- und Forschungsinstituten, Architekturjournalismus und Publikationen, Ausstellungsgestaltung und Eventmanagement für Museen, Fortbildungs- und Diskussionsveranstaltungen für Institutionen (Workshops, öffentliche Verwaltung, Architektenkammern u. ä.), Führungen in z. B. Baudenkmälern oder Unterrichtseinheiten etc. 
Zielgruppen der Architekturvermittlung sind Bauherren, Architekten, Nutzer, interessierte Bürger, Kinder, Jugendliche usw. Architekturvermittlung ist keine Einbahnstraße; angestrebt wird ein kontinuierlicher Dialog auf Augenhöhe als Voraussetzung für ein hohes baukünstlerisches Niveau, die Förderung von Engagement für die eigene gebaute Umwelt und die Entwicklung zeitgemäßer Beteiligungsformen in Planungsprozessen.
Zur Architekturvermittlung wird im deutschsprachigen Raum an verschiedenen Hochschulen geforscht. Inhalte entsprechender Studiengänge sind die Analyse und kritische Reflexion von Ansätzen, Verständnissen und Phänomenen von Architektur und Stadt, deren Vermittlung mit für die jeweiligen Zielgruppen sinnvollen Kommunikationskonzepten und die Entwicklung geeigneter Medien und Formate.